# توماس هاريسون مونتجومري
توماس هاريسون مونتجومري (بالإنجليزية: Thomas Harrison Montgomery)‏ هو نَسَّاب أمريكي، ولد في 27 فبراير 1830 في فيلادلفيا في الولايات المتحدة، وتوفي بنفس المكان في 4 أبريل 1905 بسبب التهاب العضلة القلبية.